# 阿图瓦地区勒凯努瓦
阿图瓦地区勒凯努瓦（法語：Le Quesnoy-en-Artois，法語發音：[lə kenwa ɑ̃.n‿aʁtwa]），或纯音译作勒凯努瓦昂纳图瓦，是法国上法蘭西大區加来海峡省的一个市镇，属于蒙特勒伊区。

## 地理
阿图瓦地区勒凯努瓦（50°20'3"N, 2°2'54"E）面积7.92 平方千米，位于法国上法蘭西大區加来海峡省，该省份为法国北部沿海省份，西北濒北海，南至索姆省，东临北部省。
与阿图瓦地区勒凯努瓦接壤的市镇（或旧市镇、城区）包括：布雷维莱尔、谢里耶讷、吉尼、勒尼欧维尔、圣乔治、瓦克里耶特埃尔基耶尔。
阿图瓦地区勒凯努瓦的时区为UTC+01:00、UTC+02:00（夏令时）。

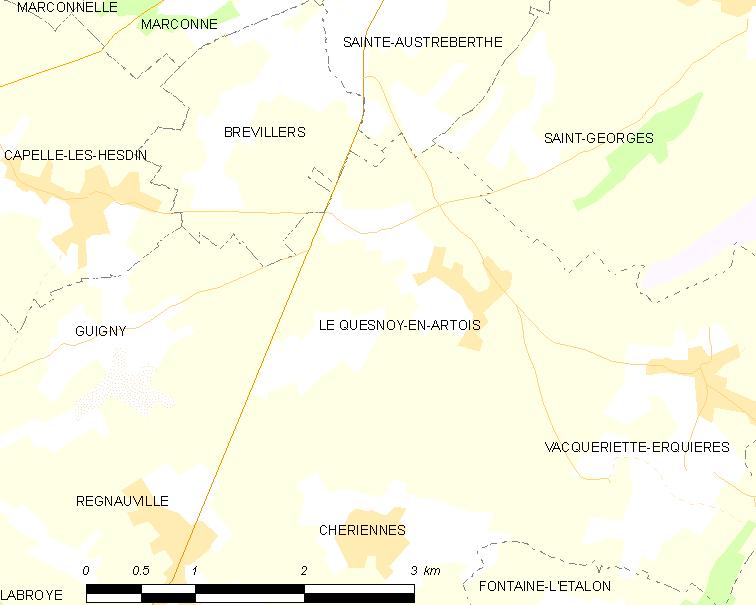
阿图瓦地区勒凯努瓦的OSM定位图

## 行政
阿图瓦地区勒凯努瓦的邮政编码为62140，INSEE市镇编码为62677。

## 政治
阿图瓦地区勒凯努瓦所属的省级选区为欧克西堡县。

## 人口

1962-2008年间阿图瓦地区勒凯努瓦人口变化图示

阿图瓦地区勒凯努瓦于2022年1月1日时的人口数量为325人。